# Poljane (żupania primorsko-gorska)
Poljane – wieś w Chorwacji, w żupanii primorsko-gorskiej, w mieście Opatija. W 2011 roku liczyła 534 mieszkańców.